# Bahnhof Jejin

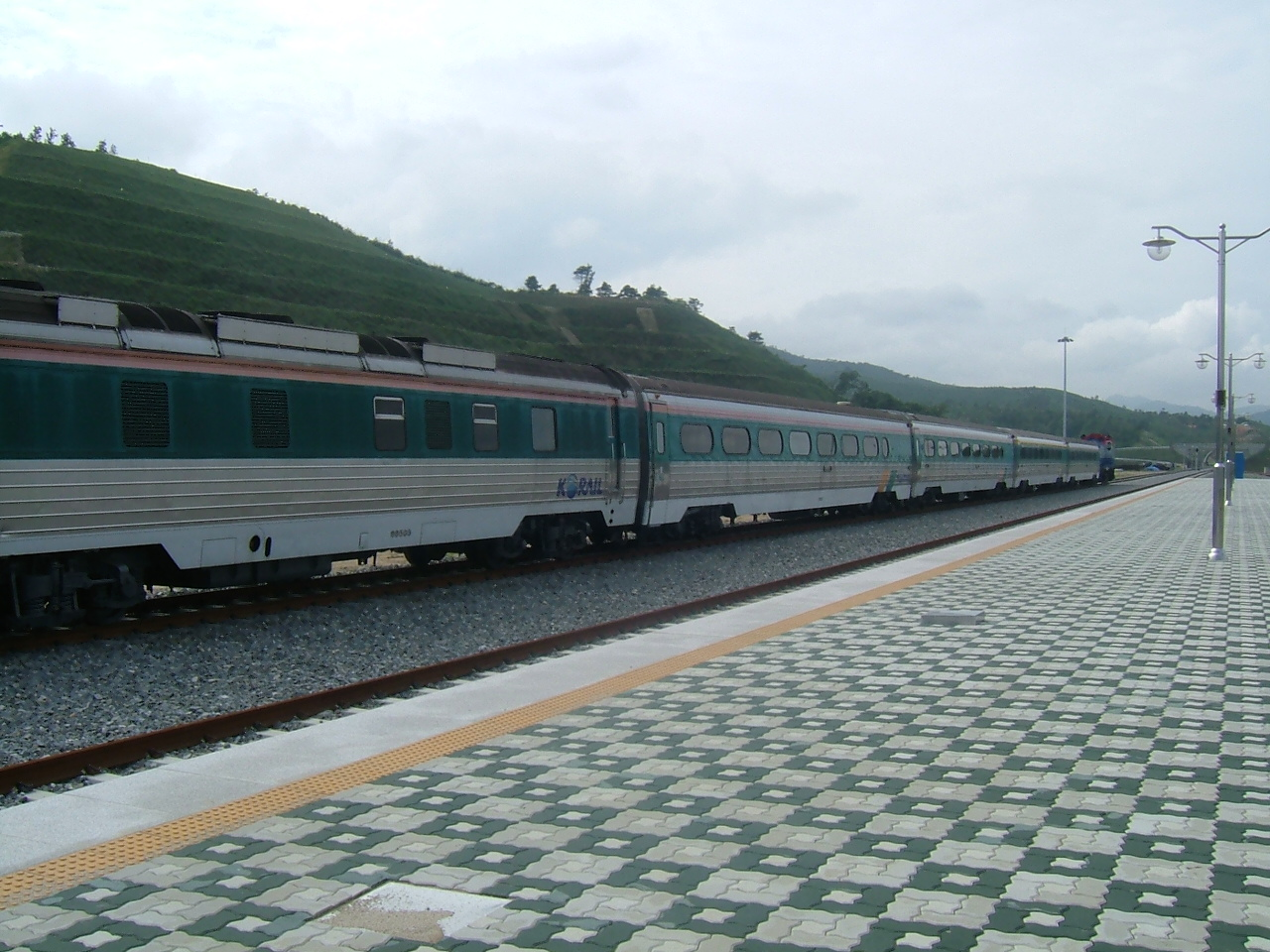
Bahnsteig mit südkoreanischem Zug, 2006

Der Bahnhof Jejin (koreanisch 제진역 Jejinyeok, chinesisch 猪津驛) ist ein Bahnhof der nordkoreanischen Staatsbahn auf südkoreanischem Staatsgebiet.

## Geografische Lage
Der Bahnhof liegt an der Ostküste der koreanischen Halbinsel im Landkreis Goseong der Provinz Gangwon-do, etwa 5 km südlich der Grenze zwischen Nordkorea und Südkorea und wenige hundert Meter westlich der Küstenlinie des Koreanischen Ostmeers.

## Geschichte
Der erste Bahnhof entstand im Zuge des Baus der im Koreakrieg zerstörten Bahnstrecke, die von Pohang küstenparallel bis Wŏnsan verlief.
Der heutige Bahnhof liegt etwas westlich der ursprünglichen Trasse, die hier inzwischen anderweitig überbaut wurde. Am 15. März 2006 wurde der Bahnhof als interkoreanische Durchgangsstelle eingerichtet. Aufgrund der wechselhaft angespannten Lage an der Grenze dauerte es jedoch bis zum 17. Mai 2007, bevor Testfahrten stattfinden konnten. Die Anlage durfte nur mit Genehmigung von nordkoreanischer Seite betreten werden.
Die Gleise innerhalb des Bahnhofs und auf der zur Grenze führenden Strecke wurden von nordkoreanischer Seite nach 2008 wieder abgebaut, die südkoreanischen Eisenbahnfahrzeuge über die Straße abtransportiert.
Auf Bildern, die auf das Jahr 2021 datiert sind, liegen Gleise im Bahnhof. Ein südkoreanischer Ausstellungszug ist abgestellt und der für den Eisenbahnverkehr völlig ungenutzte Bahnhof wurde für Konzertveranstaltungen genutzt.

## Infrastruktur
Der Bahnhof besitzt ein Empfangsgebäude, einen Haus-, einen Mittelbahnsteig sowie vier Durchgangsgleise. Es existiert eine Laderampe und ein zweiständiger Lokschuppen.

## Zukunft
Südkorea hat 2022 – nach einem Beschluss von 2018 – damit begonnen, die zerstörte Strecke zwischen Gangneung und Jejin – teilweise neu trassiert – über 111 km wieder aufzubauen. Sie soll am Südende des Bahnhofs Jejin in die nordkoreanische Bestandsstrecke eingeführt werden. Der Bahnhof Jejin wird damit vom Endbahnhof zum Zwischenbahnhof. Das Projekt wird mit etwa 2 Mrd. Euro veranschlagt und soll 2027 fertiggestellt werden. Ziel ist internationaler Verkehr als Privilegierter Durchgangsverkehr durch Nordkorea Richtung China und Russland.